# Acrilloscala lamyi
Acrilloscala lamyi is een slakkensoort uit de familie van de Epitoniidae. De wetenschappelijke naam van de soort is, als Scala lamyi, voor het eerst geldig gepubliceerd in 1909 door de Boury.